# Thomson Road Grand Prix Circuit
Der Thomson Road Grand Prix Circuit war ein Stadtkurs im Stadtbezirk Upper Thomson in Singapur. Von 1961 bis 1973 fanden dort Auto- und Motorradrennen statt. Der im Uhrzeigersinn befahrene Kurs war relativ unsicher, da er mit Straßenlaternen, Bushaltestellen und Gullydeckeln gespickt war.
Den Rundenrekord stellte Leo Geoghegan mit 1:54,9 auf.
Als Nachfolger gilt der Marina Bay Street Circuit, auf dem seit 2008 der Große Preis von Singapur der Formel 1 durchgeführt wird.